# Гаитянская партия Тет Кале
Гаитянская партия Тет Кале (фр. Parti Haïtien Tèt Kale, PHTK) — политическая партия на Гаити. Tèt Kale означает «Бритая голова» на гаитянском креольском.

## История
Партия была основана 16 августа 2012 года.
На президентских выборах 2015 года Гаитянская партия Тет Кале выдвигала на пост президента Жовенеля Моиза. Он был поддержан бывшим президентом Мишелем Мартейи и получил большинство голосов в 1-м туре (32,81 %), однако результаты президентских выборов были аннулированы после многочисленных уличных протестов. В том же году на парламентских выборах партия выставляла 11 кандидатов в Сенат и 99 кандидатов в Палату депутатов. После 1-го тура 4 кандидата были избраны. Всего партия получила 26 мест Палаты депутатов и 2 места в Сенате. 
На президентских выборах 2016 года Моиз получил абсолютное большинство в 1-м туре (55,67 %), значительно опередив своего основного соперника Жюда Селестена, и был избран президентом.

## Критика
После 1-го тура президентских выборов 2015 года партия описывалась как коррумпированная и дисфункциональная. Многие гаитянцы, живущие в США, называли PHTK партией «воров». 